# Cmentarz żydowski w Wieleniu
Cmentarz żydowski w Wieleniu – kirkut został założony na początku XIX wieku. W czasie II wojny światowej został zniszczony przez nazistów. Miał powierzchnię 1 hektara. Nie zachowała się żadna macewa. Zachował się tylko dom przedpogrzebowy.